# Lakeland (Tennessee)
Lakeland és una ciutat dels Estats Units a l'estat de Tennessee. Segons el cens del 2010 tenia 12.430 habitants.

## Demografia
Segons el cens del 2000, Lakeland tenia 6.862 habitants, 2.748 habitatges, i 2.025 famílies. La densitat de població era de 150,4 habitants/km².
Dels 2.748 habitatges en un 34% hi vivien nens de menys de 18 anys, en un 63,9% hi vivien parelles casades, en un 7,3% dones solteres, i en un 26,3% no eren unitats familiars. En el 22% dels habitatges hi vivien persones soles el 4,5% de les quals corresponia a persones de 65 anys o més que vivien soles. El nombre mitjà de persones vivint en cada habitatge era de 2,5 i el nombre mitjà de persones que vivien en cada família era de 2,94.
Per edats la població es repartia de la següent manera: un 24,6% tenia menys de 18 anys, un 6,4% entre 18 i 24, un 37,2% entre 25 i 44, un 23,8% de 45 a 60 i un 7,9% 65 anys o més.
L'edat mediana era de 35 anys. Per cada 100 dones de 18 o més anys hi havia 94,5 homes.
La renda mediana per habitatge era de 58.897 $ i la renda mediana per família de 64.444 $. Els homes tenien una renda mediana de 46.750 $ mentre que les dones 32.366 $. La renda per capita de la població era de 28.956 $. Entorn del 2,2% de les famílies i el 3% de la població estaven per davall del llindar de pobresa.

## Poblacions més properes
El següent diagrama mostra les poblacions més properes.